# 간호사 재키
《간호사 재키》(Nurse Jackie)는 미국 쇼타임 채널에서 2009년부터 2015년까지 총 7 시즌 방영한 의학 블랙코미디 드라마이다. 이디 팰코가 주인공인 진통제에 중독된 간호사 재키 페이턴 역을 연기하며, 이 역을 통해 프라임타임 에미상 코미디 시리즈 부문 여우주연상 후보에 다섯 번 올라 한 번 수상에 성공하였다.

## 개요
올 세인츠 병원에 근무하는 재키는 간호사로서는 유능하지만 심각한 진통제 중독자로, 신경쓰는 건 오로지 다음에 할 약을 확보하는 것이다. 재키는 약을 하기 위해서라면 거짓말, 절도, 속임수도 마다하지 않는다. 시즌 4에서 재키는 재활 치료소에 들어가지만 치료를 마치지 않고, 중독 상황이 발각되어 간호사 자격증 박탈 위기가 찾아오기도 한다. 후에 올 세인츠 병원이 문을 닫고 부지에 고급 콘도미니엄이 들어서게 되면서 벨뷰 병원으로 직장을 옮긴다. 재키에게 영향을 크게 받은 큰딸 그레이스 역시 중독 문제로 고생한다.
후배 간호사 조이는 약에만 정신이 팔린 재키가 환자를 죽일 뻔하는 사고가 벌어지자 재키의 중독 문제를 병원에 알린다. 올 세인츠 병원이 문을 닫게 됐을 때 재키는 자신과 함께 벨뷰에 갈 것을 제안하지만 조이는 이를 거절하고 아이티에서 국경없는의사회와 일하기로 한다.
같은 병원 약사 에디는 시즌 1부터 재키와 불륜 관계였다가 재키가 이혼한 후 약혼자가 되며, 재키를 감싸주다가 병원에서 쫓겨나 제약 회사 영업 사원이 된다. 에디는 시즌 7에서 진통제 샘플을 부패한 의사에게 판매했다가 걸리고, 공범인 재키의 역할을 숨겨 홀로 1년간 감옥에 들어가는 신세가 된다.

## 제작 의도
제작진은 가혹한 오피오이드 위기 현실 속에서 일종의 반영웅인 재키가 소시오패스와 같은 태도를 일관하며 겪는 파란만장한 삶을 통해 약물 중독은 자기도취적인 병으로 주변 타인을 해치게 만든다는 경각심을 일깨우길 바랐다고 밝혔다. 한편으로는 본인 혹은 주변인이 중독자인 사람들에게 결코 혼자가 아니라는 점을 상기시키고 공감대를 형성하길 원했으며, 주변에 중독자가 있다면 이 흉폭한 정신 질환을 암과 같은 질병으로 인식해 연민을 보이길 희망한다고 말했다.

## 출연
- 이디 팰코 - 재키 페이턴 간호사 역
- 이브 베스트 - 엘리너 오하라 의사, 절친 역
- 메릿 위버 - 조이, 후배 후에 상사 역
- 피터 패치넬리 - 피치 "쿠프" 쿠퍼 의사 역
- 도미닉 퍼무사 - 케빈 페이턴, 남편, 바텐더 역
- 애나 디비어 스미스 - 글로리아 애컬라이터스, 상사, 중독자 어머니 역
- 루비 제린스 - 그레이스, 딸 역
- 베티 길핀 - 캐리 로먼 의사 역
- 토니 셜루브 - 버나드 "버니" 프린스 의사 역
- 줄리 화이트 - 앤트워넷 밀스, 보증인 역
- 블라이드 대너